# NISSANナマ生ステーション
- NISSAN生ナマステーション
- NISSANナマナマステーション
- ニッサンナマナマステーション
- 日産ナマナマステーション
- ニッサンナマ生ステーション
- ニッサン生ナマステーション
- 日産生ナマステーション
- 日産ナマ生ステーション

NISSANナマ生ステーション（にっさんなまなますてーしょん）は、1980年より放送されてきたニッポン放送のラジオバラエティ番組。主にナイターシーズンオフ限定の放送で、月曜から金曜の19:30 - 20:00（1987年10月から19:00 - 19:30、1989年度は19:10 - 19:30）のオンエアであった（19時台前半に放送されるようになってからは、局によって10分or20分遅れで放送された）。NRN系列全国ネットの番組。提供は日産自動車単独。地方局での放送の際、各都道府県の日産販売会社もスポンサーに名を連ねる放送局もあった。
この平日19時台における日産一社提供・NRN系列全国ネットの番組は1979年度までの『ニッサンふるさと人間ばなし』の枠を受け継いだもので、1989年度の『NISSAN FAX NETWORK みんなのニュース』まで10年間にわたり放送された。1985年度にタイトルが『名物直送なんだらぼっち』に変更され、『NISSANナマ生ステーション』ではなくなるが、便宜上この1989年度まで本項で説明。

## 歴代番組タイトル
- 『NISSANナマ生ステーション・何が起こるか7時半!』
（1980年10月 - 1981年3月）
  - パーソナリティ（1980年度）
    - 和田アキ子（月）
    - すどうかずみ（火）
    - 増田葉子（水）
    - かたせ梨乃（木）
    - タモリ（金）
    - 五木田武信（月 - 金）
- 『NISSANナマ生ステーション・日本全国7時半!』
（1981年10月 - 1982年3月、1982年10月 - 1983年3月）
  - パーソナリティ（1981年度）
    - はた金次郎（月 - 金）
    - 中島めぐみ（月）
    - 浜田朱里（火）
    - 潘恵子（水）
    - 高田みづえ（木）
    - パティ（金）

  - パーソナリティ（1982年度）
    - くず哲也（月 - 金）
    - 沢田富美子（月）
    - 浜田朱里（火）
    - 岩崎良美（水）
    - 泰葉（木）
    - 勝呂智子（金）
- 『NISSANナマ生ステーション・日本全国聴きある記』

（1983年10月 - 1984年3月、くず哲也、石渡洋子）
- 『NISSANナマ生ステーション・全国一斉たまげたドン!』

（1984年10月 - 1985年3月、上村貢聖）
- 『日産極楽ワイド鶴ちゃんでーす!・名物直送なんだらぼっち』

（1985年10月 - 1986年3月、片岡鶴太郎、石川みゆき）
- 『日産極楽ワイド鶴ちゃんでーす!・日本全国なんだらぼっち』（月 - 木、片岡鶴太郎、石川みゆき）
- 『金曜タモリ おもしろ大放送!・NISSAN日本全国なんだらぼっち』（金、タモリ）

（1986年10月 - 1987年3月）
- 『ニッサン オールニッポン・シリトリグランプリ』

（1987年10月 - 1988年3月、月 - 木、高田文夫・金曜、萩本欽一）
- 『ニッサン サウンドチャレンジ・これはナンだ?』

（1988年10月 - 1989年3月、月 - 木、高田文夫・金曜、板東英二）
- 『NISSAN FAX NETWORK みんなのニュース』

（1989年10月 - 1990年3月、フジテレビ系で放送されている同名のニュース番組とは無関係。月 - 木、大倉利晴・金曜、B21スペシャル）
- 補足
  - 「シリトリグランプリ」は「巨匠・高田文夫のラジオで行こう!」（月 - 木）、「ニュースワイド 欽ちゃんのもっぱらの評判」（金）内。
  - 「サウンドチャレンジ」は「巨匠・高田文夫のラジオで行こう!」（月 - 木）、「板東英二のバンバンやってみよう!」（金）内。
  - 「みんなのニュース」は「腹よじれAGOHAZUSHI連盟」内。テレビ朝日系の討論番組「朝まで生テレビ!」の主題曲「Positive Force」に似たテーマソング。

## 擬似タイトルの番組
- にっぽん診断・NISSANなるほどステーション（TBSラジオ）- 1980年10月から1986年3月まで放送。五木田武信が番組終了までパーソナリティを務めた。スタート当初の半年間は「何が起こるか7時半!」と掛け持ちで出演していた。

## 同枠の後継番組
- 1987年のナイターオフシーズン以降月 - 金の19:30 - 20:00はスポーツ&バラエティーワイド扱いの企画ネット番組が2011年度オフまで続いていた。

（加盟局:STVラジオ・ニッポン放送・東海ラジオ放送・毎日放送ラジオ･KBCラジオの5局）
- 1990年度オフ以降のナイターオフ平日夜7時台前半枠はつぼ八（1991年度～1997年度）をメインとするスポンサー複数社枠（19:10 - 19:30）を中心とした編成枠が長く続いたが、バブル不況による広告出稿を減らす企業が増えたりしたなどで2012年度オフ現在、ノンスポンサーやスポットで穴埋めされる放送局が相次いでいる。
- 2018年ナイターイン編成に「アフター6ジャンクション」（TBSラジオ）が開始されたことと、南海放送の「痛快!杉作J太郎のどっきりナイト7」などのワイド番組を組む関係で番組枠を取りやめ、もしくは曜日によって放送しない局が相次いでいる。こうした状況を受け、2020年ナイターオフシーズンでは月曜のネットワーク枠を廃枠し、ニッポン放送においてはナイターシーズン同様の箱番組編成を通年で送ることになった。

## 後継関連番組
- トヨタアフター7 〜これでつかめ!〜（ショウアップナイターニュース枠内、2002年度）
- JA-SSニッポン全国寄り道マップ（松本ひでおのショウアップナイターストライク!枠内、2005年度）
- 東京海上日動presents ワンダフルデイズ〜あなたがいるから〜（ショウアップナイターバッテリー枠内、2009年度）
  - 以上は、2000年代にNRN系列にてオンエアされた、単独提供スポンサー付きのナイターオフ全国ネットの箱番組。
  - STV・SF・MBS・KBCは自社制作ものの企画ネット番組をオンエア（一部の番組を除く）。

## 関連人物
- 五木田武信（通称:日産のおじさん、「何が起こるか7時半!」時代のパーソナリティで、「日本全国聴きある記」の後半の一部コーナー司会も担当した経験あり）

| ニッポン放送・NRN ナイターオフのネット番組（1979.10〜1990.03） | ニッポン放送・NRN ナイターオフのネット番組（1979.10〜1990.03）                         | ニッポン放送・NRN ナイターオフのネット番組（1979.10〜1990.03） |
| 前番組                                                         | 番組名                                                                                 | 次番組                                                         |
| -------------------------------------------------------------- | -------------------------------------------------------------------------------------- | -------------------------------------------------------------- |
| 沼田曜一の日産ふるさと人間ばなし （開始時期不明 - 1979.03）    | NISSANナマ生ステーション 【『何が起こるか7時半!』〜 『FAX NETWORK みんなのニュース』】 | そのまんま東のぐらぐら・グラッチェ （20分間の箱番組をネット）  |